# Amtsgericht Vilsbiburg
Das Amtsgericht Vilsbiburg war ein von 1879 bis 1973 bestehendes bayerisches Gericht der ordentlichen Gerichtsbarkeit mit Sitz in der Stadt Vilsbiburg.

## Geschichte
Im Jahre 1760 wurde die Verwaltung des Pflegamts Geisenhausen auf Vilsbiburg übertragen. Die Bezeichnung lautete zu dieser Zeit Pfleg- oder auch Landgericht Vilsbiburg. Es gehörte zum Rentamt Landshut des Kurfürstentums Bayern. Im Zuge der Verwaltungsreformen in Bayern entstanden um 1803 die Landgerichte älterer Ordnung, so auch in Vilsbiburg. Dieses Landgericht war der Vorläufer des Amtsgerichts Vilsbiburg.
Anlässlich der Einführung des Gerichtsverfassungsgesetzes am 1. Oktober 1879 wurde in Vilsbiburg ein Amtsgericht errichtet, dessen Bezirk identisch mit dem vorherigen Landgerichtsbezirk Vilsbiburg war und folglich aus den Ortschaften Aham, Aich, Altfraunhofen, Babing, Baierbach, Bergham, Binabiburg, Bodenkirchen, Bonbruck, Diemannskirchen, Dietelskirchen, Dirnaich, Eberspoint, Felizenzell, Frauensattling, Frontenhausen, Gaindorf, Geisenhausen, Gerzen, Haarbach, Hölsbrunn, Holzhausen, Jesendorf, Kröning, Lichtenhaag, Loizenkirchen, Neufraunhofen, Neuhausen, Pauluszell, Rampoldstetten, Ruprechtsberg, Salksdorf, Schalkham, Seyboldsdorf, Velden, Vilsbiburg, Vilslern, Wolferding und Wurmsham bestand. Nächsthöhere Instanzen waren das Landgericht Landshut und Oberlandesgericht München.
Mit Inkrafttreten des Gesetzes über die Organisation der ordentlichen Gerichte im Freistaat Bayern (GerOrgG) am 1. Juli 1973 wurde das Amtsgericht Vilsbiburg aufgehoben und sein Sprengel folgendermaßen aufgeteilt:
- Die Gemeinden Dirnaich und Hölsbrunn kamen als nunmehriger Teil des Landkreises Rottal-Inn zum Amtsgericht Eggenfelden,
- die Gemeinden Frontenhausen und Rampoldstetten kamen als nunmehriger Teil des Landkreises Dingolfing-Landau zum Amtsgericht Landau an der Isar und
- die übrigen Gemeinden als Teil des jetzigen Landkreises Landshut zum Amtsgericht Landshut.